# ジョアン・デ・コインブラ

アンティオキア公ジョアンの紋章

ジョアン・デ・コインブラ（Infante D. João de Coimbra, 1431年 - 1457年9月11日）は、ポルトガル・アヴィシュ王朝の王族。ポルトガル王子（Infante de Portugal）。キプロス王国の王位継承者・アンティオキア女公シャルロットとの結婚により、アンティオキア公の称号を名乗った。

## 生涯
ポルトガル王ジョアン1世の三男コインブラ公ペドロと、その妻でウルジェイ伯ジャウマ2世の娘であるエリサベの間の次男として生まれた。父は甥のポルトガル王アフォンソ5世の摂政を務めたが、妾腹の兄のブラガンサ公アフォンソに陥れられ、1449年にアルファロベイラの戦いでポルトガル王軍に敗れて戦死した。ジョアンも父の軍勢に従ったため、捕えられて謀反人として死刑を宣告される。
しかし叔母のブルゴーニュ公爵夫人イザベルの執り成しにより助命され、弟妹たちとともにブルゴーニュ公爵領へ移住した。ジョアンと弟妹は叔母の夫であるブルゴーニュ公フィリップ3世（善良公）に庇護され、弟ジャイメはアラス司教に取り立てられ、妹ベアトリスはフィリップ善良公の甥ラーフェンシュタイン卿に嫁いだ。ジョアン自身も1456年に金羊毛騎士団の騎士に叙任されている。
1456年、キプロス王ジャン2世の一人娘シャルロットと結婚し、同王国の首都ニコシアに婿入りした。新郎は25歳、新婦は12歳だった。同時に、ジョアンは妻がキプロス王位継承者として帯びていたアンティオキア公の称号を使用するようになった。しかし翌1457年、ジョアンは謎の急死を遂げた。死因は姑の王妃エレニ・パレオロギナによる毒殺と噂された。正教徒のエレニは、カトリック信徒であるジョアンがキプロス島内の親カトリック・親ラテン派の人々を支援したことを苦々しく思っていたためだとされる。
遺骸はニコシアのフランシスコ会の教会に葬られた。シャルロットは1459年、ジュネーヴ伯ルイ・ド・サヴォワと再婚している。